# Farol da Ponta da Agulha
De Farol da Ponta da Agulha is een vuurtoren op het onbewoonde Portugese eiland Bugio behorend tot de regio Madeira. Hij staat op de zuidpunt van het eiland op een rots en werd gebouwd in 1961.
Câmara de Lobos · Ilhéu Chão · Ilhéu de Cima · Ilhéu de Ferro · Ponta da Agulha · Ponta do Pargo · Ponta de São Jorge · Ponta de São Lourenço · Porto Moniz · Ribeira Brava · Selvagem Grande · Selvagem Pequena